# História do sushi
Prato de sushi, pintura de Hiroshige.
História do sushi - As suas origens remontam ao século IV a.C. no sudeste asiático. Utilizava-se então uma porção de arroz cozido para conservar o peixe salgado através da fermentação do arroz. Meses depois, o arroz era descartado e o peixe consumido. A origem é desconhecida, mas tornou-se famosa a partir da culinária japonesa.

## Origem
O Japão retira do mar os principais alimentos que compõem a sua cozinha. Os peixes, as algas e os frutos do mar estão presentes em praticamente todos os pratos da culinária japonesa. As terras são montanhosas e são poucos os locais onde é possível desenvolver a agricultura. O arroz é uma cultura de alta produção em áreas pequenas.
O sushi é um alimento que tem origens remotas. Antigamente, no Japão, os peixes para serem transportados para outros lugares eram conservados no arroz cozido. Os japoneses sabiam que o arroz liberava o ácido acético e ácido láctico que garantiria a qualidade por mais tempo. Assim, retirava-se a cabeça e as vísceras do peixe e o filé era conservado salgando-o e acondicionando-o entre camadas de arroz, onde o peixe fermentava naturalmente, adquirindo um sabor ácido. A técnica também era usada pelos pescadores que ficavam pescando em alto mar, criando-se assim o sushi prensado.
A técnica de conservação do peixe foi, aos poucos, transformando-se num prato, e o sabor ácido consequente da fermentação foi substituído por ácido acético, popularmente conhecido como vinagre. Finalmente, o peixe e o arroz com vinagre passaram a contar com o shoyu, enriquecendo ainda mais o seu sabor.
Por volta do século XIV, os japoneses, grandes apreciadores de arroz, passam a consumir não só o peixe como também o arroz, antes que este fermentasse. Surge assim o namanarizushi, que originou os tipos de sushi conhecidos na atualidade.
No período Edo (séculos XVII a XIX), o arroz passa a ser temperado com o vinagre e o peixe, devido à fartura de pescados e frutos do mar na baía de Tóquio, passa a ser consumido cru e fresco. Surgiu assim o hayazushi.
Preparado basicamente com arroz, peixes e frutos do mar, o sushi tornou-se moda em vários países do Ocidente, por seu sabor exótico e agradável e por ser reconhecido como uma das iguarias mais saudáveis do mundo

## Etimologia
O termo conhecido como sushi é japonês. É ainda escrito em kanji (carateres chineses) para os pratos chineses antigos que carregam pouca semelhança com os sushi de hoje.

## Sushi no  Japão
No início do século XIX, quando Tóquio ainda era chamado Edo, surgiram nas ruas os Yatais, barracas onde a população se alimentava rapidamente. Nessa época, surge o niguirizushi, composto do oniguiri (bolinho de arroz) e do peixe cru. O niguirizushi é também chamado de edomaezushi, porque eram utilizados pescados, frutos do mar e algas retiradas da baía de Tóquio.
Hanaya Yohei, considerado o primeiro sushiman da história, tornou-se famoso ao aperfeiçoar o sabor, a forma e a apresentação mais simples do sushi, ou seja, introduziu o costume de saboreá-lo com as mãos, sem o uso do hashi.
Em 1923, ocorreu o grande terremoto de Tóquio, que fez com que muitos sushimen abandonassem a cidade e retornassem às suas províncias de origem, propagando o sushi por todo o país.
A partir de 1980, nos Estados Unidos, difunde-se a ideia de que a cozinha japonesa, especialmente o sushi, é saudável, o que causou o chamado "sushi boom" por todo o mundo, com a abertura de sushi-bares, rodízios de sushi, utilização de robôs na sua produção etc.
O sushi contemporâneo caracteriza-se pela oferta de novos tipos de sushi com a adoção de elementos culinários próprios de cada país, aliados à técnica e à inspiração dos sushimen. De acordo com o chef Carlos Watanabe, "o sushi contemporâneo, ou fusion, surgiu nos países cuja identidade gastronômica não estaria enraizada em culturas gastronômicas muito rígidas, permitindo experiências inusitadas, que aliam a cultura tradicional com a cultura local e suas diversas influências, atraindo cada vez mais pessoas de paladares ecléticos e ávidos por novas experiências".

## Sushi no Brasil
Como todos os aspectos da cultura a culinária recebe a influência da cultura local. O sushi tradicional também recebe a interferência da culinária brasileira. É muito comum verificar que os sushiman desenvolvem modalidades de sushis com característica próprias.